# Воронское (Новгородская область)
Воронское — деревня в Хвойнинском муниципальном районе Новгородской области, относится к Минецкому сельскому поселению.
В деревне на 1 января 2009 года было 3 хозяйства и постоянно проживали 4 человека. Площадь земель деревни — 10,4 га.
Воронское находится на высоте 157 м над уровнем моря, к югу от автодороги Минцы — Погорелка — Комарово — Раменье — Юбилейный — Кабожа, в 4 км к югу от деревни Погорелка и к северу от остановочного пункта «246 км» на путях Октябрьской железной дороги линии Санкт-Петербург — Мга — Кириши — Неболчи — Хвойная — Пестово — Сонково — Москва (Москва Савел.).
Близ села — торфомассив, разрабатываемый Кушаверским торфопредприятием (ООО «Кушавераторф», п. Юбилейный), к востоку от деревни проложена узкоколейная железная дорога торфопредприя.

## Население
| 2009 | 2010 |
| ---- | ---- |
| 4    | ↘1   |

## История
В Боровичском уезде Новгородской губернии Воронское относилось к Минецкой волости (Минецко-Старско-Горской волости). На 1896—1897 гг. в Воронском было 25 дворов, проживали 78 мужчин и 81 женщина, а также было 11 детей школьного возраста — 5 мальчиков и 6 девочек.
К 1924 году Воронское было в составе Погорельского сельсовета в Минецкой волости. 1 августа 1927 года постановлением ВЦИК Боровичский уезд вошёл в состав новообразованного Боровичского округа Ленинградской области, Погорельский сельсовет вошёл в состав новообразованного Минецкого района этого округа. Население деревни Воронское по переписи 1926 года — 200 человек. В ноябре 1928 Погорельский сельсовет был упразднён, а Воронское вошло в состав Минецкого сельсовета. Постановлением ЦИК и СНК СССР от 23 июля 1930 года Боровичский округ был упразднён, район стал подчинён Леноблисполкому. 20 сентября 1931 года Минецкий район был переименован в Хвойнинский, а центр района из села Минцы перенесён на станцию Хвойная. Население деревни Воронское в 1940 году — 199 человек. Указом Президиума Верховного Совета СССР от 5 июля 1944 года Хвойнинский район вошёл во вновь образованную Новгородскую область.
Во время неудавшейся всесоюзной реформы по делению на сельские и промышленные районы и парторганизации, в соответствии с решениями ноябрьского (1962 года) пленума ЦК КПСС «о перестройке партийного руководства народным хозяйством», с 10 декабря 1962 года Решением Новгородского облисполкома № 764, Хвойнинский район был упразднён, Воронское и Минецкий сельсовет вошли в крупный Пестовский сельский район, а 1 февраля 1963 года Президиум Верховного Совета РСФСР своим Указом утвердил Решение Новгородского облисполкома. Пленум ЦК КПСС, состоявшийся 16 ноября 1964 года, восстановил прежний принцип партийного руководства народным хозяйством, после чего Указом Верховного Совета РСФСР от 12 января 1965 года и сельсовет и деревня во вновь восстановленном Хвойнинском районе.
С принятием закона от 6 июля 1991 года «О местном самоуправлении в РСФСР» была образована Администрация Минецкого сельсовета (Минецкая сельская администрация), затем Указом Президента РФ № 1617 от 9 октября 1993 года «О реформе представительных органов власти и органов местного самоуправления в Российской Федерации» деятельность Минецкого сельского Совета была досрочно прекращена, а его полномочия переданы Администрации Минецкого сельсовета. По результатам муниципальной реформы, с 2005 года деревня Воронское входит в состав муниципального образования — Минецкое сельское поселение Хвойнинского муниципального района (местное самоуправление), по административно-территориальному устройству подчинена администрации Минецкого сельского поселения Хвойнинского района.